# Lernaea multicornis
Lernaea multicornis is een eenoogkreeftjessoort uit de familie van de Lernaeidae. De wetenschappelijke naam van de soort is voor het eerst geldig gepubliceerd in 1830 door Cuvier.